# Stor-Bergtjärnen, Dalarna
Stor-Bergtjärnen är en sjö i Älvdalens kommun i Dalarna och ingår i Dalälvens huvudavrinningsområde.